# Octodon bridgesi
Octodon bridgesi là một loài động vật có vú trong họ Octodontidae, bộ Gặm nhấm. Loài này được Waterhouse mô tả năm 1844.